# Screamer 4x4
 (octobre 2015).
Pour les articles homonymes, voir Screamer.
Screamer 4x4 est un jeu vidéo de conduite tout-terrain sorti en 2000. Il propose des épreuves de type trial au volant de plusieurs modèles de 4x4
Au contraire de la plupart des autres jeux de course tout-terrain, Screamer 4x4 met l'accent sur le franchissement de terrains difficiles et la navigation entre des checkpoints. La précision de conduite est importante; le fait de toucher l'un des plots qui délimitent les zones à franchir est pénalisé, tout comme le fait de demander à remettre sur ses roues un véhicule sur le toit.
Screamer 4x4 prend en compte les dommages au véhicule et les variations de la météo. Il permet au joueur de gérer les différentiels du véhicule pour faciliter les franchissements.
Au fil de sa progression, le joueur peut débloquer de nouveaux moteurs, pneus ou accessoires.

## Véhicules disponibles

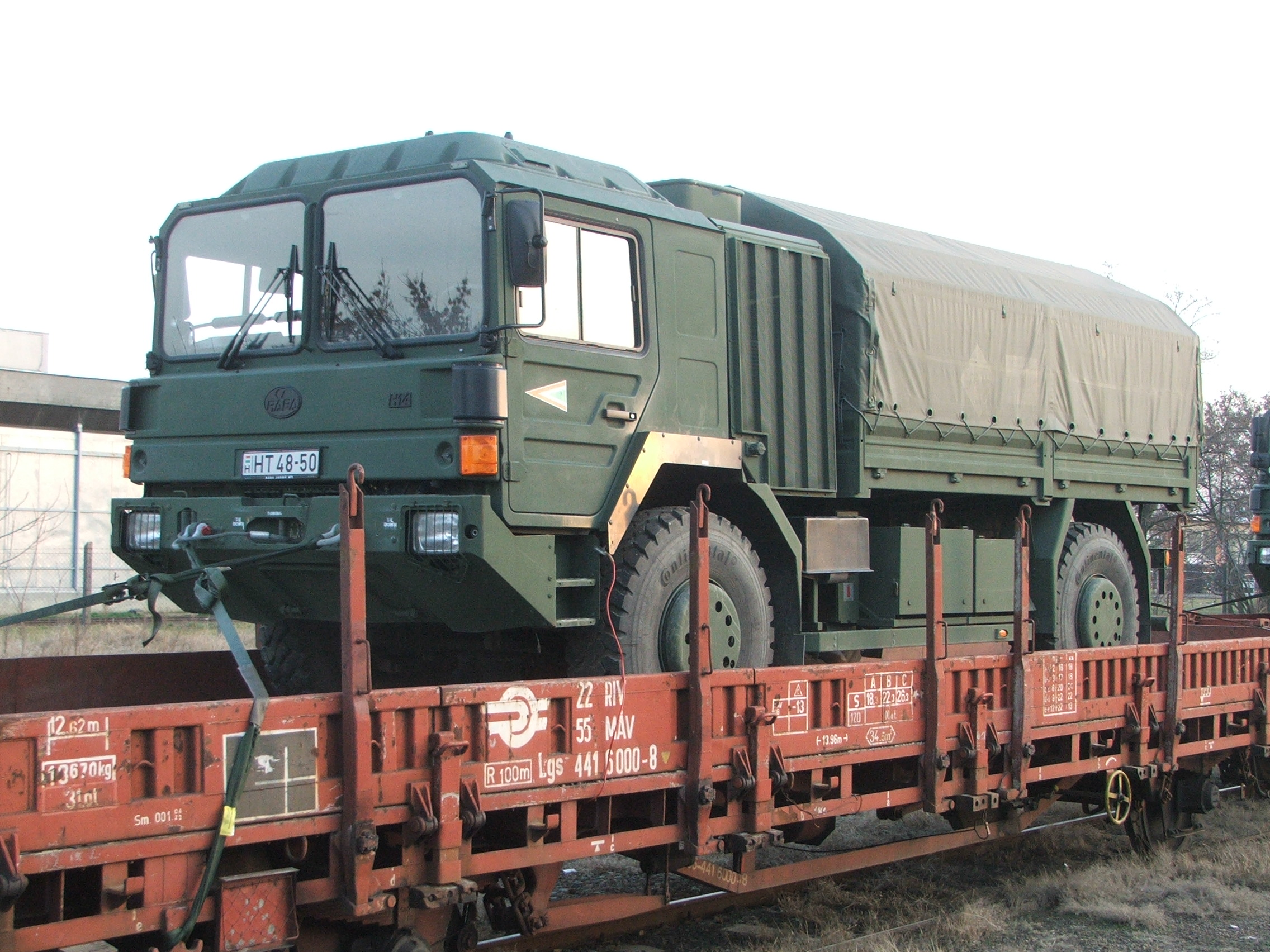
Le Rába H18, un des véhicules du jeu

- Land Rover Defender
- Jeep CJ7
- Toyota Land Cruiser
- Jeep Cherokee
- Mercedes-Benz Classe G
- Jeep Wrangler
- Mitsubishi Pajero
- Mercedes Unimog
- Toyota Hilux Pickup
- Rába H18

## Réception
Le site Jeuxvideo.com a accordé une note de 15/20 au jeu, et Gamekult 5/10.